# Льезон (лингвистика)
Льезо́н (фр. liaison — связь, соединение), связывание — фонетическое явление французского языка, заключающееся в том, что непроизносимый согласный звук на конце слова становится произносимым и связывается с гласным звуком следующего слова. Пример: nous [nu], nous sommes [nu som], но nous avons [nuzavɔ̃]. Льезон является разновидностью внешнего сандхи.

## История
Формирование связывания происходило поэтапно, главные вехи — XII, XIV и XVII век; в XVII веке льезон полностью сформировался. Льезон обусловлен этимологией и законами исторической фонетики: выпавший в процессе развития языка звук сохраняется в интервокальной позиции. Хотя под влиянием орфографии считается, что при льезоне вставочный звук прибавляется к концу первого слова, не менее верно было бы заявить, что слово «ребёнок», enfant, имеет при склонении в контексте варианты /ɑ̃fɑ̃/, /nɑ̃fɑ̃/, /zɑ̃fɑ̃/, /tɑ̃fɑ̃/, /ʁɑ̃fɑ̃/.
До XII века этимологически присутствовавшие конечные согласные звуки произносились всегда, во всех контекстах, но в оглушённом варианте: b превращалось в [p], d — в [t], g — в [k] и т. п. Орфография более-менее отражала эту особенность, к примеру, прилагательное grand, происходящее от латинского grandis, часто записывалось в средневековых манускриптах как grant (в обоих родах) вплоть до Ренессанса, когда формы женского рода grande и мужского рода grand восстановили согласно этимологии. Между тем оглушённый вариант с [t] выжил благодаря льезону. Аналогично в словах sang и bourg в льезоне сохраняется [k] (слова sang impur в Марсельезе и топониме Бурк-ан-Брес).
Ситуация с другими историческими конечными звуками, к примеру, s и z, обратная: в льезоне сохраняется звонкий вариант. К тому же в форме множественного числа grants или granz конечный согласный (изначально [ts]) перед гласным превратился в [z]. Оканчивающая слово буква x, как например в слове chevaux, появилась как сокращение -us, чем и объясняется его параллельная с -s эволюция.
В процессе перехода от прафранцузского языка, где, судя по всему, все конечные гласные произносились, до современного, где присутствует несколько случаев произношения конечных согласных при льезоне, имелся переходный период с XIII по XVI век, когда конечные согласные перед согласными уже выпали, но в других контекстах сохранились. Помимо льезона имеется явление усечения (фр. troncation), практически исчезнувшее. Пример усечения — слово «шесть», six, которое произносится [sis] перед паузой, [si] перед согласным и [siz] перед гласным.
Следующим этапом стало начало XVII века, когда произошло падение конечных согласных перед паузой и они стали произноситься только перед гласными; с этого момента усечение уступает льезону. Параллельно появляются тенденции типа mot régi, сформулированные в 1659 лингвистом Лораном Шиффле, который отличал синтаксические условия проявления льезона (обязательного и факультативного), а также условия, при которых он невозможен (за исключением чтения стихов).

### Вариации в использовании
Лингвисты при чтении документов, написанных по фонетическому принципу после XVI века, отмечают, что льезон в то время функционировал не так, как в наше время.
К примеру, в Instructions crétiennes mises en ortografe naturelle (1715) авторства Жиля Водлена (фр. Gilles Vaudelin) содержатся молитвы, записанные фонетическим алфавитом, который был создан в 1692 году в Академии и опубликован в 1713 году в Nouvelle maniere d’ecrire comme on parle en France. В записях молитв видно — льезон отсутствует:
- tout à Vous glorifier : [tu a (vu glorifje)] вместо современного [tut‿ a];
- qui êtes aux cieux : [ki εt o sjø] вместо современного [ki εt(ə)z‿ o sjø].

Помогают в установлении исторического облика льезона также работы лингвиста Мильерана (1696), в которых непроизносимые согласные выделены курсивом. Некоторые льезоны, считающиеся сегодня обязательными, у Мильерана встречаются бессистемно, к примеру, les X autres.

## Техника чтения и реализация
Значительное количество случаев льезона не встречается в спонтанной речи, появляясь только при чтении. В целом современная орфография французского языка указывает на место артикуляции при льезоне, но она не позволяет предвидеть, будет ли добавляющийся звук глухим или звонким. В примерах ниже льезон маркирован знаком лигатурной дуги снизу, [‿]:
- -c → [k] : croc de boucher = [kʁo-də-bu-ʃe], но croc‿-en-jambe = [kʁɔ-kɑ̃-ʒɑ̃b]
- -d → [t] : grand roi = [gʁɑ̃-ʁwa], но grand‿homme = [gʁɑ̃-tɔm]
- -g → [k] : sang neuf = [sɑ̃-nœf], но sang‿impur = [sɑ̃-kɛ̃-pyʁ] (устаревшая произносительная норма, оставшаяся в нескольких застывших выражениях)
- -p → [p] : trop grand = [tʁo gʁɑ̃], но trop‿aimable = [tʁo-pɛ-mabl]
- -r → [ʁ] : premier fils = [pʁəmje fis], но premier‿enfant = [pʁə-mjɛ-ʁɑ̃-fɑ̃]
- -s → [z] : les francs = [le fʁɑ̃], но les‿euros = [le-zø-ʁo]
- -t → [t] : pot de terre = [po də tɛʁ], но pot‿-au-feu = [po-to-fø] (потофё)
- -x → [z] : mieux manger = [mjø mɑ̃ʒe], но mieux‿être [mjø-zɛ-tʁ].

При этом носовые гласные (-an, -en, -in, -ein, -un, -on и пр.) читаются как [n], в то время как гласный иногда теряет назализацию:
- с деназализацией: bon repas = [bɔ̃ ʁəpɑ] ~ bon appétit [bɔn‿ apeti], certain collègue = [sɛʁtɛ̃ kɔlɛɡ] ~ certain ami [sɛʁtɛn‿ ami];
- льезон без деназализации происходит в небольшом количестве слов aucun, bien, en, on, rien, un и non и в притяжательных местоимениях (mon, ton, son): aucun chat = [okœ̃ ʃa], но aucun‿être [o-kœ̃-nɛtʁ], mon petit [mɔ̃ pəti], но mon‿enfant [mɔ-nɑ̃-fɑ̃] или [mɔ̃-nɑ̃-fɑ̃] (в этом случае встречаются оба варианта, и [ɔ] и [ɔ̃])[4].

## Разновидности
Льезон может быть обязательным, факультативным и запрещённым. Данная классификация не общепризнана. Особенно сложно провести границу между последними двумя вариантами, так как исследователи могут не соглашаться о допустимости в каждом конкретном случае.
Чем больше между словами грамматической связи, тем более вероятно возникновение между ними льезона. Большинство случаев льезона происходит между главным словом и клитикой, лишённой собственного ударения и составляющей с главным словом акцентную группу.

### Обязательный
Отсутствие льезона в такого рода ситуациях воспринимается как ошибка в произношении. Льезон обязателен в следующих ситуациях:
- между определением и определителем, между существительным и предшествующим ему прилагательным: un enfant, les enfants, petits enfants, grand arbre, tout homme, deux ours, vingt euros;
- между личным местоимением (включая on, en, y) и глаголом, в том числе в инверсии: nous avons, elles aiment, on ouvre, ont-ils, prends-en, allons-y[6];
- в некоторых застывших выражениях: c’est-à-dire, de temps en temps, États-Unis, Nations unies, non-agression, petit à petit, peut-être, pied-à-terre, premier avril.

### Факультативный
Имеются ситуации, когда льезон обязателен в высоком стиле речи, особенно в публичной декламации. В общем количество льезонов растёт с ростом популярности высокого стиля. Несколько примеров факультативных популярных льезонов, зачастую опускающихся в разговорной речи:
- между формами глагола «быть» (être) и определениями: ils sont incroyables, c’est impossible, vous êtes idiots;
- между формами вспомогательного глагола avoir или être и причастием прошедшего времени: ils ont aimé, elle est allée, nous sommes arrivés;
- между предлогом (особенно односложным) и артиклем: sous un abri, sans un sou, dans un salon ; после многосложных льезон более редок: après une heure, pendant un siècle;
- после наречия : assez intéressant, mais aussi, pas encore, plus ici, très aimable, trop heureux ;
- между существительным во множественном числе и прилагательным: des enfants agréables, des bois immenses, des habits élégants ;
- между глаголом и его дополнением: elle prend un billet, ils vont à Paris, nous voyageons ensemble, je crois en Dieu, il faut passer à table.

При использовании редкие льезоны добавляют речи оттенка педантичности: ils ont‿attendu с льезоном между ont и attendu звучит гораздо более педантично, чем tu as‿attendu (обычно эти словосочетания произносятся как [izɔ̃atɑ̃dy] и [taatɑ̃dy] или [taːtɑ̃dy]). Если слово кончается на -р- и немую согласную, то в льезоне последняя обычно не присутствует: pars avec lui [paʁ avɛk lɥi], а не [paʁz‿ avɛk lɥi]; les vers et la prose [le vɛʁ e la pʁoz], а не [le vɛʁz‿ e la pʁoz].

### Запрещённый
Примечание: в этом разделе знак X означает, что льезон запрещён.
Некорректно использовать льезон в следующих ситуациях:
- после et (буква t осталась от латинского et, но в этом слове никогда не произносится);
- перед словом, начинающимся с придыхательного h (les X haricots, ils X halètent).

В примерах ниже льезон встречается практически только в поэзии и недопустим в обычной речи:
- после существительного единственного числа, которое кончается на немую согласную:

galop X effréné, sujet X intéressant, débat X acharné, président X américain, parlement X européen — здесь имеется противопоставление омофонных существительных и прилагательных: un savant‿ Anglais (учёный из Англии) ~ un savant X anglais (учёный-англист) и аналогично: un savant‿ aveugle ~ un savant X aveugle. Льезон в этом случае меняет смысл выражения;
- после некоторых слов, оканчивающихся на два согласных, из которых один сонорный: tard, tort, part, remords и пр.[11]: nord X est, nord X ouest, il perd X un ami, je prends part X à votre deuil, à tort X et à travers;
- в некоторых застывших фразах: nez X à nez, un bon X à rien,  corps X à corps;
- перед некоторыми словами, начинающимися с [j] и [w]: les X yaourts, un X oui, но les‿yeux, les‿ouïes (слова, запрещающие льезон, также запрещают элизию, хотя в некоторых случаях они возможны, см. ouate)[12];
- перед некоторыми словами, начинающимися на гласный: onze, un (в значении «единица», а не артикль), huit (начинается с немого h), в определённых случаях: les X onze enfants, les numéros X un (но les‿ uns X et les‿ autres), les X huit enfants (но dix-huit);
- перед аббревиатурой, начинающейся с [N] или [S], например: «un X SDF».

## Ошибки
В целом льезон не обязателен, кроме некоторых случаев, когда его пропуск воспринимается как ошибка (не как вольность в произношении). В необязательных случаях пропуск льезона нормален для не слишком внимательного произношения.
Льезон в местах, где он запрещён, также считается ошибкой, кроме случаев с придыхательным h. Непринуждённая речь с льезоном перед придыхательным h (des-z-haricots) может выглядеть неотёсанно или шутливо.
При гиперкорректности или в целях благозвучия иногда льезон встречается в местах, где он невозможен, из-за влияния орфографии: et‿ainsi, а также даже там, где нет орфографической причины: moi-z-avec, ils‿étaient-z-amis. Этот феномен называют pataquès, от неверного произношения фразы фр. Je ne sais pas à qui est-ce. В редких случаях такой льезон консервируется в устоявшихся выражениях: (entre quat’z’yeux, donnes-en, mange-t-il). В противном случае говорящий может быть сочтён малообразованным; подобные ошибки называются cuir при вставке [t] и velours, когда вставляется [z]:
- cuir : il a-t-un chapeau, tu peux-t-avoir
- velours : moi-z-aussi, vingt-z-euros.

В некоторых франкофонных регионах сохраняется устаревшее произношение, где правила использования льезона иные. Например: cent пишется и произносится cens на севере Европы, этот вариант встречался у некоторых авторов вплоть до XVIII века.

## Декламация стихов и повседневная речь
При чтении и пении стихов льезон встречается чаще, чем при чтении прозы; можно также отметить обязательное прочтение всех E caduc.
В цезуре (4-й слог десятисложного стиха и 6-й александрийского) в XVII веке льезон был как минимум необязательным, как свидетельствует работа Жана Эндре (фр. Jean Hindret) 1696 года. При опущении льезона, который препятствует элизии в женской рифме, уничтожается структура стиха (к примеру, во фразе Les foibles & les forts meurent également льезон после foibles и meurent нужен для сохранения 12 необходимых слогов). В XVII веке закрепляется практика использования льезона во избежание зияния. В более ранний период зияние разрешалось, это отметил Джон Палсгрейв в своей записи 1530 года декламации стихов Алена Шартье.
Данные правила также применимы к драматическим текстам, хотя с XIX века они применяются не постоянно.
Искусство использования льезона считается частью ораторского искусства наряду с употреблением «E caduc». Профессионалы слова часто опускают большинство необязательных льезонов (как, например, Бернар Пиво), иногда количество льезонов в речи изменяется при разговоре с разными аудиториями, как у генерала де Голля.